# Rœschwoog
Roeschwoog é uma comuna francesa na região administrativa de Grande Leste, no departamento Baixo Reno. Estende-se por uma área de 9,77 km². Em 2010 a comuna tinha 2 325 habitantes (densidade: 238 hab./km²).